# Krakataus utbrott 1883

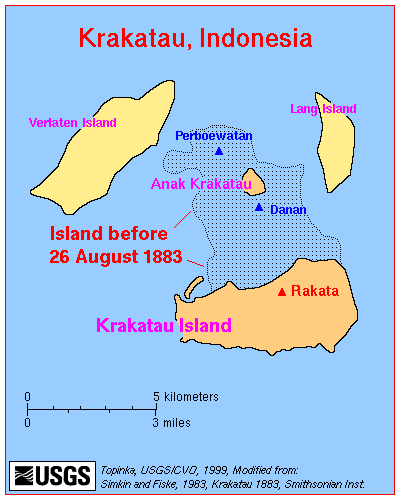
Karta över Krakataus utveckling efter utbrottet 1883 från USGS.

Utbrottet på ön Krakatau inleddes i maj 1883 och kulminerade med Krakataus förstörelse i augusti 1883. Det var det kraftigaste utbrottet i Indonesien efter Tamboras utbrott 1815.

## Förlopp

### Inledande fas
Åren innan 1883 var den seismiska aktiviteten på Krakatau intensiv; vissa jordbävningar kändes så långt som till Australien. Den 20 maj 1883, började det regelbundet komma ånga från Perbautan, den nordligaste av Krakataus tre vulkankäglor. Utbrott av aska nådde en höjd av 6 km och explosioner kunde höras i Jakarta, 160 km bort. I slutet av maj avtog aktiviteten helt, och ingen aktivitet registrerades förrän i mitten av juni.
Utbrotten fortsatte igen runt den 16 juni; höga explosioner hördes och tjock svart rök täckte öarna under fem dagar. Den 24 juni blåste en östanvind bort röken, och två askpelare sågs komma från Krakatau. Utbrottets häftighet orsakade ovanligt höga tidvatten i närheten. Jordskalv kunde kännas i Anyer (Java) och stora massor av pimpsten rapporterades av skepp i Indiska oceanen.
Den 11 augusti undersökte H.J.G. Ferzenaar öarna. Han noterade tre större askpelare (den nyaste kom från Danan) som dolde den västra delen av ön, och ångplymer från åtminstone elva andra öppningar, mestadels mellan Danan och Rakata. När han landsteg fann han ett ungefär halvmetern tjockt asklager. All växtlighet hade förstörts och endast trästubbar fanns kvar. Han förordade att inga fler landstigningar borde göras. Nästa dag rapporterade ett förbipasserande skepp en ny öppning ”endast ett par meter över havsytan”. Aktiviteten fortsatte till mitten av augusti.

### Klimax

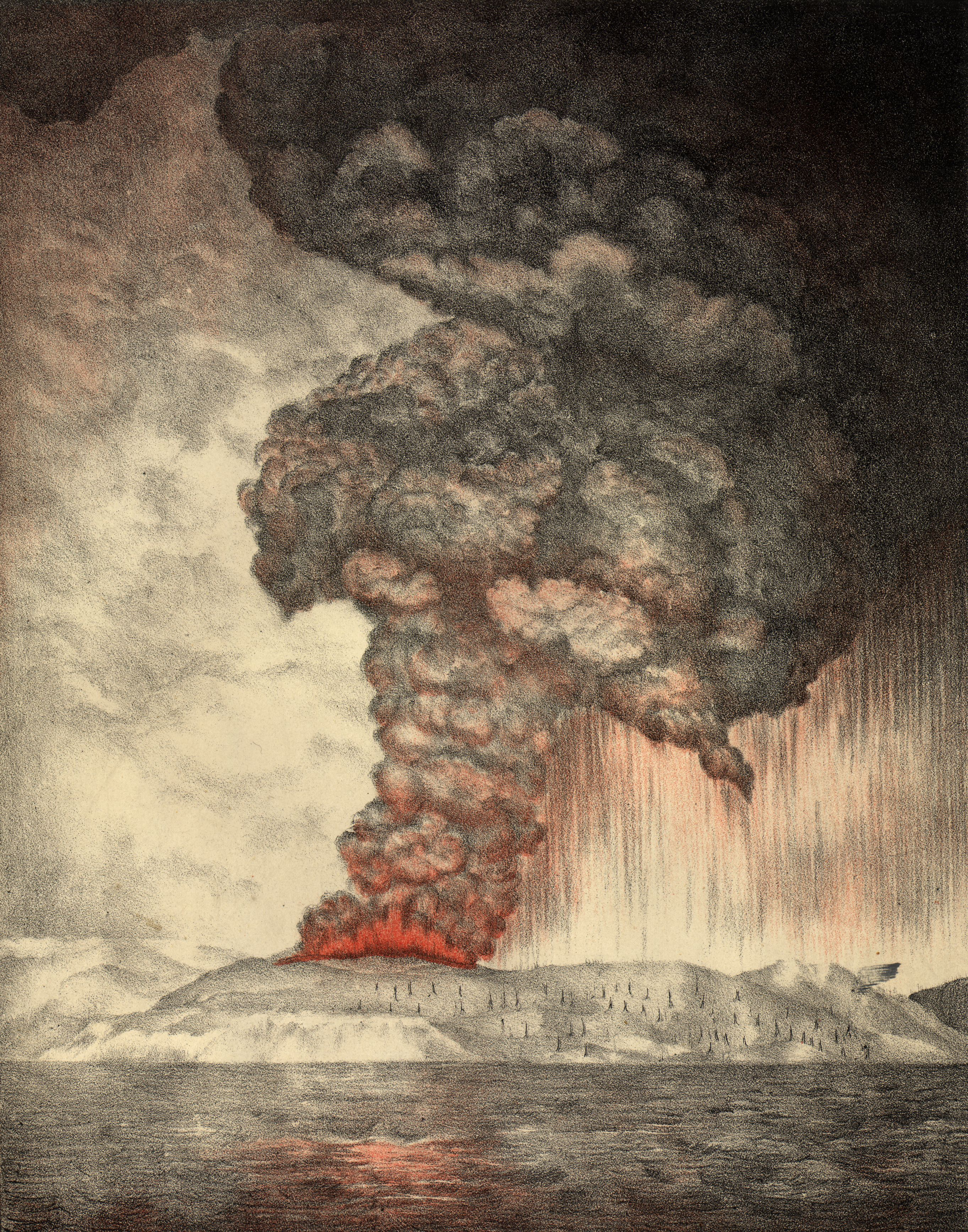
En litografi från 1888 av Krakataus utbrott 1883.

Utbrotten intensifierades ytterligare fram till den 25 augusti. Klockan 13 (lokal tid) den 26 augusti gick vulkanen in i sin paroxysmala fas, och klockan 14 kunde man se ett svart 27 kilometer högt askmoln. Nu pågick utbrotten oavbrutet och explosioner kunde höras ungefär var tionde minut. Besättningarna på skepp som befann sig 20 kilometer från vulkanen rapporterade fallande aska, och bitar av het pimpsten upp till 10 cm i diameter som landade på däck. En liten tsunami slog in mot Javas och Sumatras kuster 40 kilometer bort någon gång mellan klockan 18 och 19.
Den 27 augusti inträffade fyra enorma explosioner klockan 05.30, 06.44, 10.02 samt 10.41 lokal tid. Explosionerna var så kraftiga att de hördes 350 mil bort i Perth i Australien och på ön Rodrigues nära Mauritius 480 mil bort, där de troddes vara kanonskott från ett skepp i närheten. Varje explosion åtföljdes av mycket stora tsunamivågor, som tros ha varit upp till 46 meter höga. Mycket av Sundasundet och ett stort antal platser längs Sumatras kust drabbades av pyroklastiska flöden från vulkanen. Hundratals skepp och båtar sänktes eller förstördes och dödstalen bland sjömän och fiskare var mycket höga.
Trycket som genererades av den enorma slutliga explosionen utstrålade från Krakatau i en hastighet av 1086 kilometer i timmen. Det var så kraftigt att trumhinnorna på sjömän ombord på skepp i Sundasundet spräcktes. Tryckvågen spreds runt jorden och registrerades av barografer utöver världen, och det fortsatte att registreras upp till fem dagar efter explosionen. Chockvågen från den sista explosionen genljöd runt jorden totalt sju gånger. Askplymen från utbrottets slutliga fas nådde jonosfären, över 50 kilometer ovan jord. 
Utbrotten avtog snabbt efter detta, och morgonen den 28 augusti teg Krakatau. Små utbrott av framförallt lera fortsatte fram till och med oktober.

## Följder
De kombinerade effekterna av pyroklastiska flöden, vulkanisk aska och tsunamivågor hade förödande konsekvenser för regionen. Det återfanns inga överlevande bland de 3000 invånarna på ön Sebesi, cirka 13 kilometer från Krakatau. Pyroklastiska flöden dödade omkring 1000 personer i Ketimbang (nu Katibung) på Sumatras kust ungefär 40 kilometer norr om Krakatau. Den officiella dödssiffran från de nederländska myndigheterna var 36 417 personer, men vissa källor uppskattade antalet döda till 120 000 eller fler. Många bosättningar förstördes, däribland Teluk Betong och Ketimbang på Sumatra, samt Sirik, Semarang och Merak på Java. Banten på Java och Lampung på Sumatra ödelades.
Det finns ett stort antal rapporter om grupper av människoskelett på flottar av vulkanisk pimpsten som flutit tvärsöver Indiska oceanen och spolats upp längs Afrikas östkust, upp till ett år efter utbrottet.
En del mark på Java återbefolkades aldrig, utan återgick istället till djungel och är nu en del av Ujung Kulons nationalpark.

### Tsunamier

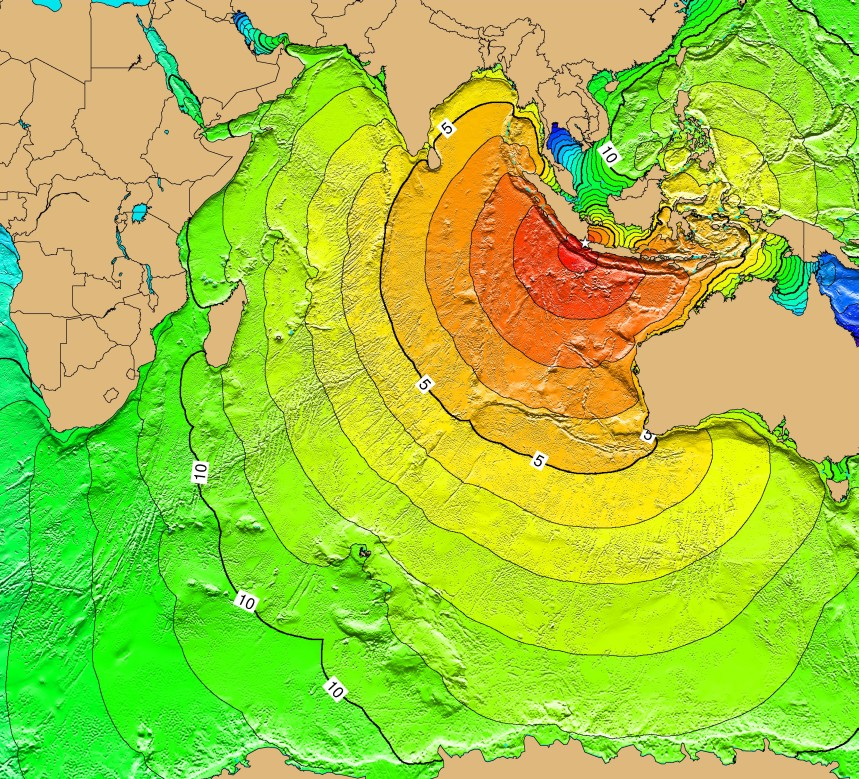
Karta över den tsunami som skapades av utbrottet.

Skepp som befann sig så långt borta som Sydafrika gungade när de drabbades av tsunamier, och kroppar av offer flöt runt i havet flera veckor efter händelsen. De tsunamier som åtföljde utbrottet tros vara orsakade av jättelika pyroklastiska flöden som for ner i havet. Varje av de fyra stora explosionerna åtföljdes av ett kraftigt pyroklastiskt flöde som var resultatet av att vulkanens pelare kollapsade. Detta orsakade många kubikkilometer av material att nå ner i havet, och stora vattenmassor förflyttades. En del av de pyroklastiska flödena nådde Sumatras kust upp till 40 kilometer bort, och troligen hade de förflyttats över vattnet på en ”kudde” av superhet ånga. Det finns också indikationer på pyroklastiska flöden under vattnet som nått 15 kilometer från vulkanen.
Mindre vågor registrerades av tidvattenmätare så långt bort som i Engelska kanalen. Dessa inträffade för snart för att vara kvarlevor av de första tsunamier och kan ha orsakats av tryckvågor i luften från utbrottet. Dessa tryckvågor rundade jorden flera gånger, och kunde fortfarande mätas med barograf fem dagar senare.

### Geografiska följder
I efterdyningarna av utbrottet upptäcktes det att ön Krakatau nästan hade försvunnit helt, undantaget den södra halvan av Rakata, invid en 250 meter djup caldera. Av de norra två tredjedelarna av ön fanns bara den klippiga holmen Bootsmansrots (en kvarleva av Danan) kvar; Poolsche Hoedhad hade försvunnit.
Som en följd av den enorma mängd material utfällt av vulkanen ändrades den omgivande havsbotten drastiskt. Det har beräknats att så mycket som 18-21 kubikkilometer ignimbrit fälldes ut över en yta på 1.000.000 kvadratkilometer; till stor del fylldes den 30-40 meter djupa sänkan runt berget. Öarna Verlatens och Langs landmassor ökades, och detta gjorde även västra delen av det kvarvarande Rakata. Mycket av detta material eroderade snabbt bort, men vulkanisk aska är fortsatt en betydande del av dessa öars geologiska sammansättning.
Två sandbankar i närheten (Steers och Calmeyer) byggdes upp till öar av den fallande askan, men havet spolade senare bort dem. Havsvatten på heta vulkaniska avlagringar på Steers och Calmeyer orsakade ånga, vilket en del personer misstog för fortsatta utbrott.

### Klimatpåverkan
Under året efter utbrottet föll genomsnittstemperaturerna i världen med upp till 1,2 °C. Vädermönster fortsatte att vara kaotiska i åratal, och temperaturer återgick inte till det normala förrän 1888. Utbrottet införde ovanligt stora mängder svaveldioxidgas (SO2) i stratosfären; dessa färdades senare med höga vindar utöver jorden. Detta ledde till en global ökning av svavelsyrlighet i cirrusmoln på hög höjd, som i sin tur ökade molnens reflektivitet (albedo). Följden blev att instrålande solljus reflekterades bort i högre grad än vanligt, och hela jorden kyldes ner tills svavlet föll till marken i form av surt regn.

### Optiska effekter
Utbrottet förmörkade himlen runt hela jorden under åratal efteråt, och gav upphov till spektakulära solnedgångar över hela världen under många månader. Den brittiske konstnären William Ashcroft gjorde tusentals teckningar av röda solnedgångar på andra sidan jorden från Krakatau flera år efter utbrottet. År 2004 föreslog forskare att den blodröda himlen i Edvard Munchs berömda målning Skriet från 1893 var en riktig avbildning av Norges himmel efter utbrottet. Munch sade: ”plötsligt blev himlen blodröd … Jag stod där, darrande av rädsla. Och jag kände hur ett högljutt, ändlöst skri genomträngde naturen." 
Även en så kallad blå måne kunde ses under två år efter utbrottet, bland annat över Trinidad.
Tidens väderobservatörer spårade och kartlade effekterna som syntes på himlen, och fann vad fenomenet de kallade den ”ekvatoriella rökströmmen”. Detta var den första identifikationen av vad som idag är känt som jetström.
Utbrottet orsakade också en Bishopring runt solen dagtid, och ett vulkaniskt lila ljus under gryning respektive skymning.